# Saint-Louis-de-Montferrand
 Saint-Louis-de-Montferrand  es una población y comuna francesa, situada en la región de Aquitania, departamento de Gironda, en el distrito de Burdeos y cantón de Lormont.

## Demografía
| 993 | 1165 | 1078 | 1340 | 1808 | 1864 |
| Para los censos de 1962 a 1999 la población legal corresponde a la población sin duplicidades (Fuente: INSEE [Consultar]) |      |      |      |      |      |